# Fred Frame
Fred Frame (Exeter (New Hampshire), 3 juni 1894 - Hayward (Californië), 25 april 1962) was een Amerikaans autocoureur. Hij won de Indianapolis 500 in 1932.
Frame reed zijn eerste race op een circuit in Ascot Park in Californië in 1915. Hij had een Ford Model T omgebouwd, alsook de motor, maar door zijn aanpassingen liep er al snel olie in de motor met veel rookontwikkeling en opgave tot gevolg. Enkele jaren later won hij zijn eerste race op een circuit in Santa Maria en besliste daarop om professioneel autocoureur te worden. Hij reed tussen 1927 en 1936 acht keer de Indianapolis 500 en eindigde zowel in 1931 als in 1932 op de tweede plaats in de eindstand van het AAA-kampioenschap, de voorloper van de huidige IndyCar Series. In 1931 werd hij tweede tijdens de Indianapolis 500 na winnaar Louis Schneider, een jaar later won hij de race, nadat hij vanaf de achtste startplaats was vertrokken. Hij overleefde een zwaar ongeval tijdens een stock-car race in Oakland in 1939, maar het betekende wel het einde van zijn autosportcarrière. Hij overleed in 1962 op 67-jarige leeftijd.